# Discografia dei The White Stripes

## Album in studio
| Informazioni album |
| --- |
| The White Stripes - Data di pubblicazione: 15 giugno 1999 - Etichetta: Sympathy for the Record Industry - Produttori: Jack White e Jim Diamond             |
| De Stijl - Data di pubblicazione: 20 giugno 2000 - Etichetta: Sympathy for the Record Industry, V2 Records, XL Recordings - Produttore: Jack White         |
| White Blood Cells - Data di pubblicazione: 3 luglio 2001 - Etichetta: Sympathy for the Record Industry, V2 Records, XL Recordings - Produttore: Jack White |
| Elephant - Data di pubblicazione: 1º aprile 2003 - Etichetta: V2 Records, XL Recordings - Produttori: Jack White, Liam Watson                              |
| Get Behind Me Satan - Data di pubblicazione: 7 giugno 2005 - Etichetta: V2 Records, XL Recordings - Produttore: Jack White                                 |
| Icky Thump - Data di pubblicazione: 15 giugno 2007 - Etichetta: Warner Bros. Records, XL Recordings - Produttore: Jack White                               |

## Album dal vivo
| Informazioni album |
| --- |
| Under Blackpool Lights - Data di pubblicazione: 7 dicembre 2004 - Etichetta: Third Man - Produttore: Dick Carruthers                                                           |
| Under Great White Northern Lights - Data di pubblicazione: 16 marzo 2010 - Etichetta: Third Man, Warner Bros. Records e XL Recordings - Produttori: Emmett Malloy e Jack White |

## EP
| Informazioni album                                                                                             |
| --- |
| Walking with a Ghost - Data di pubblicazione: 6 dicembre 2005 - Etichetta: V2 Records - Produttore: Jack White |

## Raccolte
| Informazioni album                                                       |
| ------------------------------------------------------------------------ |
| The White Stripes Greatest Hits - Data di pubblicazione: 4 dicembre 2020 |

## Singoli
| Data              | Titolo                                                   | Etichetta                           | Posizione Classifica |
| ----------------- | -------------------------------------------------------- | ----------------------------------- | -------------------- |
| marzo 1998        | Let's Shake Hands                                        | Italy Records                       |                      |
| novembre 1998     | Lafayette Blues                                          | Italy Records                       |                      |
| marzo 1999        | The Big Three Killed My Baby                             | XL Recordings                       |                      |
| 9 settembre 1999  | Hand Springs                                             | Extra-Ball                          |                      |
| maggio 2000       | Hello Operator                                           | Sympathy for the Record Industry    |                      |
| ottobre 2000      | Lord, Send Me an Angel                                   | Sympathy for the Record Industry    |                      |
| dicembre 2000     | Party of Special Things to Do                            | Sympathy for the Record Industry    |                      |
| novembre 2001     | Hotel Yorba                                              | XL Recordings                       |                      |
| 23 aprile 2002    | Fell in Love with a Girl                                 | XL Recordings                       |                      |
| agosto 2002       | Dead Leaves and the Dirty Ground                         | XL Recordings                       |                      |
| 2002              | We're Going to Be Friends                                | V2 Records                          |                      |
| settembre 2002    | Red Death at 6:14                                        | V2 Records                          |                      |
| novembre 2002     | Candy Cane Children                                      | XL Recordings, V2 Records           |                      |
| 13 maggio 2003    | Seven Nation Army                                        | XL Recordings                       |                      |
| settembre 2003    | I Just Don't Know What to Do with Myself                 | XL Recordings                       |                      |
| 9 dicembre 2003   | The Hardest Button to Button                             | XL Recordings                       |                      |
| 14 marzo 2004     | There's No Home for You Here                             | XL Recordings                       |                      |
| 20 novembre 2004  | Jolene                                                   | XL Recordings                       |                      |
| 30 maggio 2005    | Blue Orchid                                              | XL Recordings                       |                      |
| 3 settembre 2005  | My Doorbell                                              | XL Recordings, Warner Bros. Records |                      |
| 7 novembre 2005   | The Denial Twist                                         | XL Recordings                       |                      |
| 26 aprile 2007    | Icky Thump                                               | XL Recordings, Warner Bros. Records |                      |
| 6 giugno 2007     | Rag and Bone                                             | XL Recordings, Warner Bros. Records |                      |
| 10 settembre 2007 | You Don't Know What Love Is (You Just Do as You're Told) | XL Recordings, Warner Bros. Records |                      |
| 18 dicembre 2007  | Conquest                                                 | XL Recordings, Warner Bros. Records |                      |

## Video Clip
| Anno | Video Clip                                               | Regia                             |
| ---- | -------------------------------------------------------- | --------------------------------- |
| 2001 | Hotel Yorba                                              | Anthony Ernest Garth & Dan Miller |
| 2002 | Fell in Love with a Girl                                 | Michel Gondry                     |
| 2002 | Dead Leaves and the Dirty Ground                         | Michel Gondry                     |
| 2002 | We're Going to Be Friends                                | Kevin Carrico                     |
| 2003 | Seven Nation Army                                        | Alex & Martin                     |
| 2003 | The Hardest Button to Button                             | Michel Gondry                     |
| 2004 | Jolene (Live Under Blackpool Lights)                     | Dick Carruthers                   |
| 2005 | Blue Orchid                                              | Floria Sigismondi                 |
| 2005 | My Doorbell                                              | The Malloys                       |
| 2005 | The Denial Twist                                         | Michel Gondry                     |
| 2007 | Icky Thump                                               | The Malloys & Jack White          |
| 2007 | You Don't Know What Love Is (You Just Do as You're Told) | The Malloys                       |
| 2007 | Conquest                                                 | Diane Martel                      |